# Versfleth

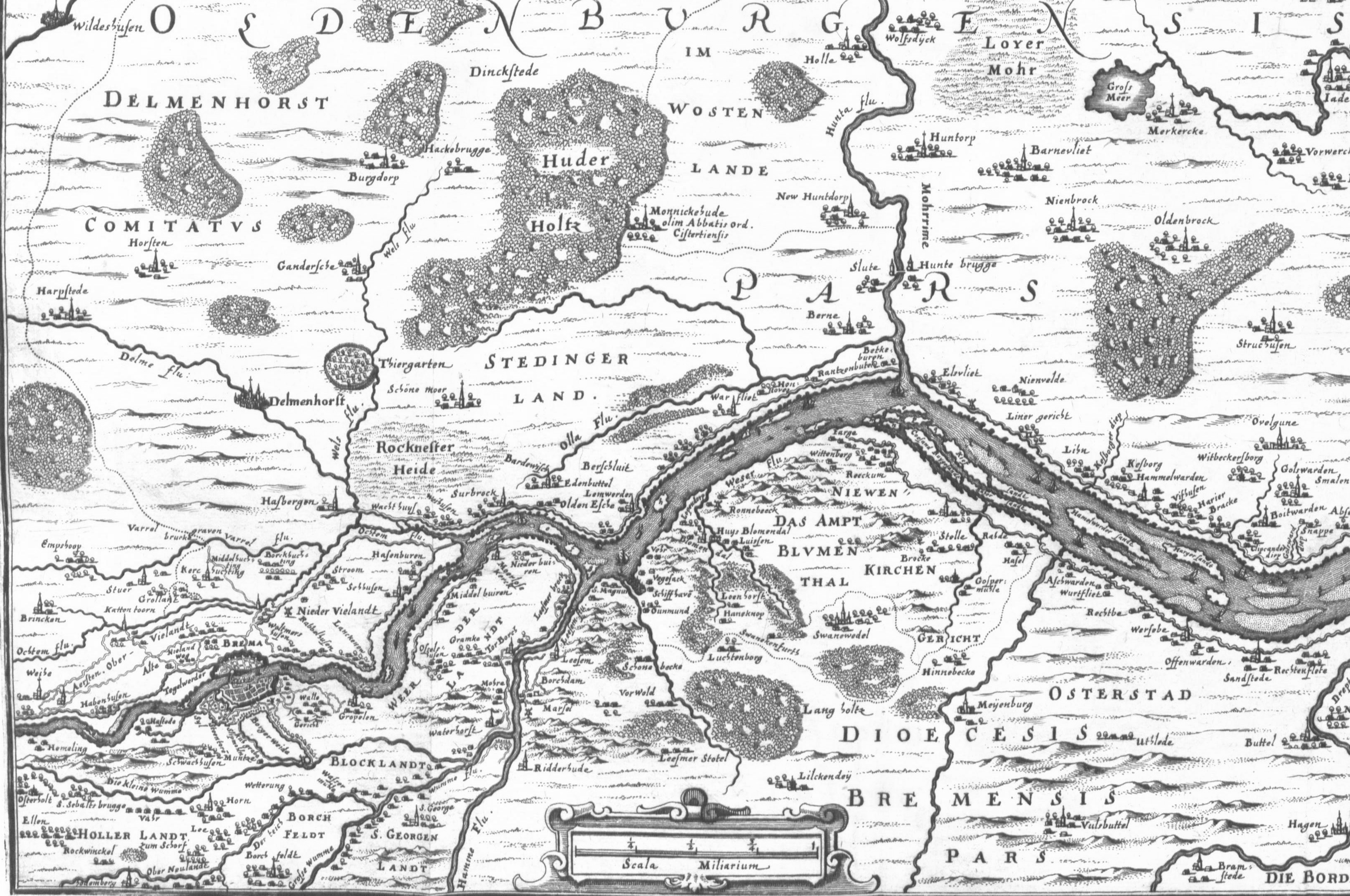
Karte aus dem 17. Jahrhundert mit dem Gebiet von Versfleth im Zentrum

Versfleth ist eine versunkene Ortschaft im Gebiet der heutigen Gemeinden Lemwerder und Berne. Der Ort lag auf einer Weserhalbinsel ungefähr im Gebiet des heutigen Ritzenbütteler Sandes in der Nähe der später entstandenen Ortschaft Flethe.

## Beschreibung
Versfleth ist erstmals 1139 urkundlich überliefert. Dies geschah durch Schenkung einer Hufe an das St.-Paul-Kloster in Bremen für dessen Gründungsausstattung. Der Ort wurde um 1280 bei einer Sturmflut zerstört.
Als Folge der Weserkorrektion im 19. Jahrhundert befindet sich das Gebiet von Versfleth heute überwiegend im Flussbett der Weser.
Zu den baulichen Relikten Versfleths soll die Kapelle am Deich gehören, deren Vorgängerbau um 1150 als Burgkapelle der Festung Versfleth von den Grafen von Versfleth errichtet worden sein soll. 1234 fielen Truppen der Grafen von Oldenburg und des Bremer Erzbischofs nach der Schlacht bei Altenesch auch in Versfleth ein, plünderten und brandschatzten die Siedlung und erschlugen die ansässigen Bauern. Die bei den Kämpfen verstorbenen Adeligen wurden in Versfleth beerdigt.

## Burg
Die Burg in Versfleth wurde von Geschlecht der Grafen von Versfleth errichtet, das zwischen 1130 und 1196 in den Urkunden erscheint. Ausdrücklich erwähnt wird die Burg nur 1260, als sie als „krank“, das heißt verfallen, bezeichnet wird. Die Burg ist nach 1280 bei Uferveränderungen der Weser untergegangen. Ihre Lage ist durch Äußerungen späterer Historiker und einer Burgensignatur in Karten des 16./17. Jhs. bekannt.
Das Erzbistum Bremen hat nach späterer chronikaler Überlieferung 1260/61 anstelle der kranken Veste Versfleth der Grafen von Versfleth einen Neubau als Stützpunkt gegen die Stadt Bremen errichtet, und zwar stärker als zuvor. Der Neubau entstand aber nicht auf der alten Burgstelle, sondern zwischen Barschlüte und Depenfleth. 1261 urkundete der Erzbischof in seiner Burg Versfleth. Bereits 1262 wurde die Burg nach einem Kampf mit der Stadt Bremen wieder zerstört.
1373 wurde der Ort letztmals urkundlich erwähnt als Wüstung. Später kam es durch wiederholte Sturmfluten und im 19. Jahrhundert durch die Weserkorrektion zu einer Verlagerung des Flusslaufes, so dass heute der größere Teil des Ortsgebietes von der Weser durchflossen wird.

## Grafschaft Versfleth
Die Grafschaft Versfleth bestand im 12. Jahrhundert als Lehnsgrafschaft der Bremer Erzbischöfe. Belehnt wurde das Hochadelsgeschlecht der Grafen und Edelherren von Stumpenhusen aus Wietzen (Kr. Nienburg). Die Dynastie erlosch im Mannesstamm mit dem Grafen Gerbert II. kurz nach dem Jahre 1200. Ihr Erbe wurde von den Grafen von Oldenburg und den Edelherren von Stotel beansprucht.
Eine Ministerialenfamilie von Versfleth wurde urkundlich im 15. Jahrhundert dokumentiert als Bewohner des „Vielandes“.